# フリーダム・タワー〜ノー・ウェーヴ・ダンス・パーティ 2015
『フリーダム・タワー〜ノー・ウェーヴ・ダンス・パーティ 2015』（Freedom Tower: No Wave Dance Party 2015）は、アメリカのロックバンド、ジョン・スペンサー・ブルース・エクスプロージョンが2015年に発表したスタジオ・アルバム。

## 収録曲
1. フューネラル - "Funeral"
2. ワックス・ダミー - "Wax Dummy"
3. ドゥー・ザ・ゲット・ダウン - "Do The Get Down"
4. ベティー vs ザ・NYPD - "Betty vs. the NYPD"
5. ホワイト・ジーザス - "White Jesus"
6. ボーン・バッド - "Born Bad"
7. ダウン・アンド・アウト - "Down and Out"
8. クロスロード・ホップ - "Crossroad Hop"
9. ザ・バラード・オブ・ジョー・バック - "The Ballad Of Joe Buck"
10. ダイヤル・アップ・ドール - "Dial Up Doll"
11. ベルビュー・ベイビー - "Bellevue Baby"
12. テイルズ・オブ・オールド・ニューヨーク - "Tales of Old New York: The Rock Box"
13. クッキング・フォー・テレビジョン - "Cooking for Television"

### 日本盤ボーナストラック
1. グラッジ・マッチ - "Grudge Match"
2. ヒューマン・オブシーン - "Human Obscene"